# Action in DC
Action in DC est un tribute band néerlandais, jouant exclusivement des chansons d'AC/DC, actif entre 1988 et 2009. Le groupe essayait de se rapprocher le plus possible du style musical authentique d'AC/DC.

## Histoire
Action in DC est formé en 1988 et a connu de nombreux changements de line-up. Entre autres, Andrew Elt de Sleeze Beez a fait partie du groupe pendant un certain temps. Le groupe joue au Bospop en 2003 et 2005, au Graspop en 2006 et 2008 et au Paaspop en 2009, entre autres,,,. Le groupe s'est également produit plusieurs fois à la Zwarte Cross. À l'invitation de l'agence de gestion d'AC/DC, le groupe entreprend une tournée en Australie.
Fin 2009, le groupe se sépare. Les membres d'Action in DC feront ensuite surface dans les groupes AC/DC et High Voltage,.

## Membres
- Mario Vermulst – chant (1988–2009)
- Vince Young – guitare solo
- Laurent Schijns – guitare rythmique
- Emerald Kloosterman – guitare rythmique
- Andrew Elt – guitare rythmique
- Nick McGrath – guitare basse
- Lambert van der Munckhof – batterie (2000–2009)
- Jan Laugs – batterie (1995–2000)
- Barend Courbois – guitare basse
- Jan Somers – guitare rythmique
- Len Boom – guitare solo
- Pista Hajdú – guitare rythmique (1988–1991)
- Jo Wetzels – guitare basse
- Harry Schnapka – batterie

## Discographie
- 2001 : See You in Hell[8]
- 2009 : Live in Belgium